# فرسکانو
فرسکانو (به اسپانیایی: Fréscano) یک دهستان در اسپانیا است که در استان ساراگوسا واقع شده‌است. فرسکانو ۱۸ کیلومتر مربع مساحت و ۲۳۱ نفر جمعیت دارد و ۲۲۰ متر بالاتر از سطح دریا واقع شده‌است.

## نگارخانه

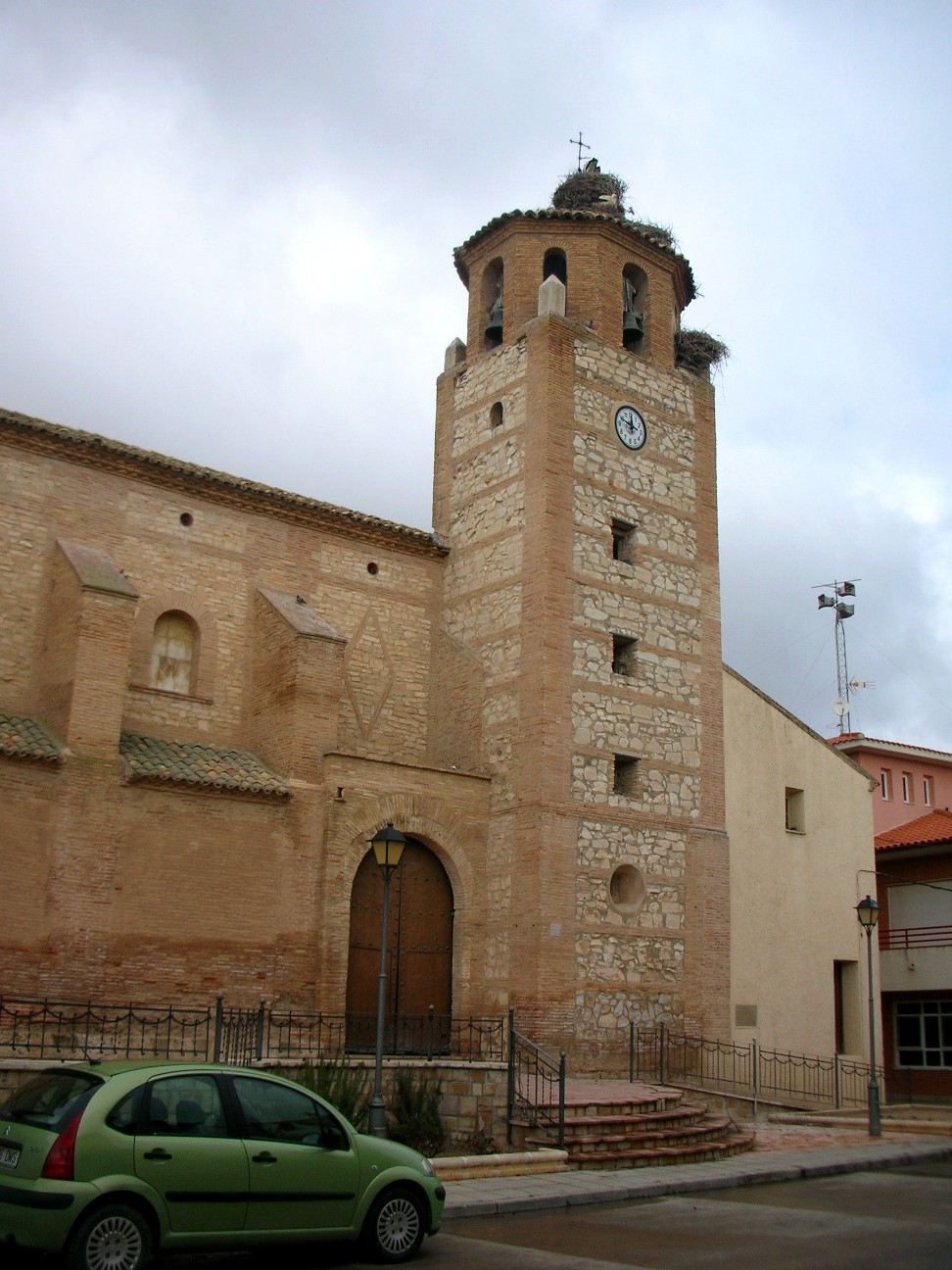
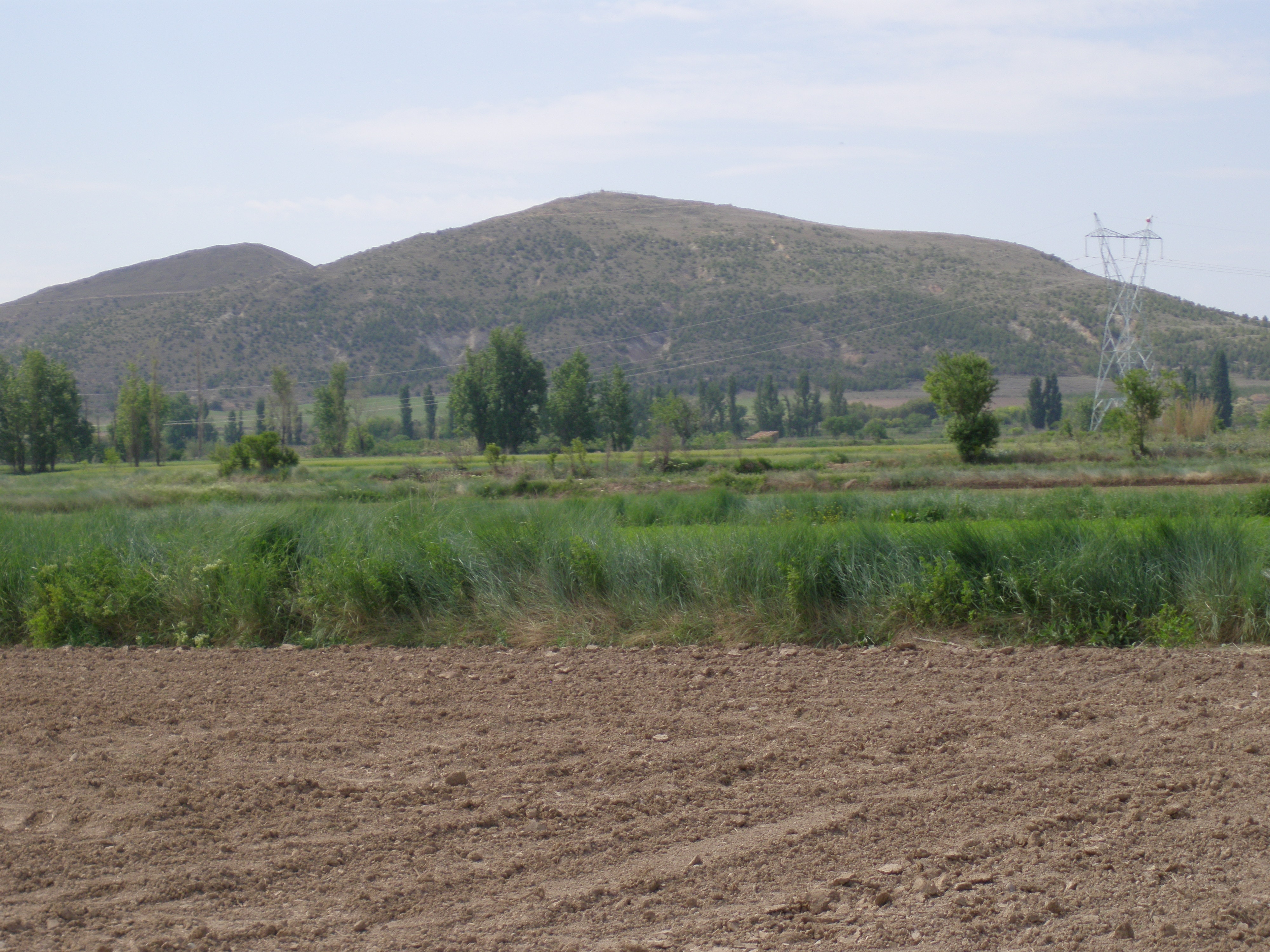